# 바타바노만

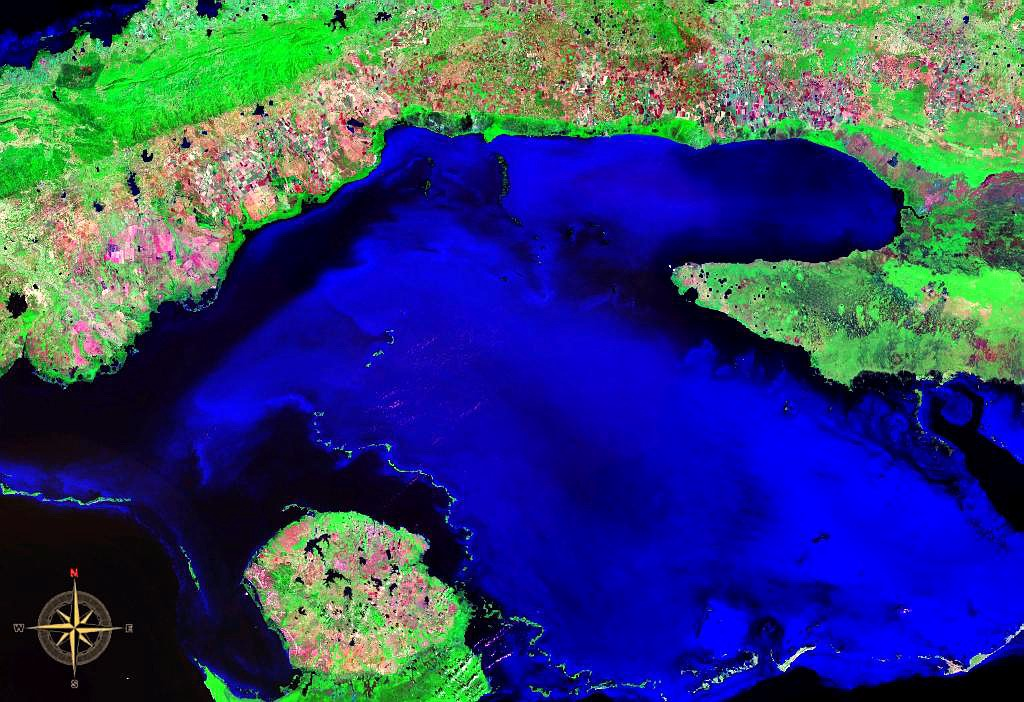
바타바노만

바타바노만(스페인어: Golfo de Batabanó)은 카리브해의 쿠바 남서부 연안에 위치한 만이다. 사파타반도와 후벤투드섬 사이에 위치하며 길이는 130km, 넓이는 80km, 최대 깊이는 61m이다.